# Valentin König
 (mai 2023).
Si vous disposez d'ouvrages ou d'articles de référence ou si vous connaissez des sites web de qualité traitant du thème abordé ici, merci de compléter l'article en donnant les références utiles à sa vérifiabilité et en les liant à la section « Notes et références ».
Pour les articles homonymes, voir König.
Valentin König (mort en 1736) est un inspecteur de l'accise royal polonais et électoral saxon à Kohren et un généalogiste.

## Biographie
Entre 1727 et 1736, lui, le fils du pasteur du même nom à Kohren, publie une histoire généalogique de la noblesse en trois volumes dans laquelle il traite de l'histoire de près de 200 familles nobles d'Allemagne centrale. Le titre se lit sous une forme abrégée : Genealogische Adels-Historie oder Geschlechts-Beschreibung derer im Chur-Sächsischen und angräntzenden Landen [...] ältesten und ansehnlichsten Adelichen Geschlechter und [...] Hoch-Gräflichen Häuser. Surtout pour l'histoire ancienne, les informations de König sont extrêmement peu fiables et sont dues à la tendance à l'époque à retracer l'histoire des familles nobles aussi loin que possible jusqu'à l'histoire romaine à travers des histoires légendaires. Les données les plus récentes, en revanche, sont plus fiables, mais aussi discutables dans de nombreux cas.

## Œuvres (sélection)
- Genealogischer Adelskalender – Genealogische Adels-Historie oder Geschlechts-Beschreibung derer im Chur-Sächsischen und angräntzenden Landen Adligen Geschlechter.
  - Volume 1, Leipzig 1727 Digitalisat
  - Volume 2, Leipzig 1729 Digitalisat
  - Volume 3, Leipzig 1736 Digitalisat